# Campionato nordamericano femminile di pallavolo 1977
Il V campionato nordamericano femminile di pallavolo si è svolto nel 1977 a Santo Domingo, nella Repubblica Dominicana. Al torneo hanno partecipato 9 squadre nazionali nordamericane e la vittoria finale è andata per la terza volta consecutiva a Cuba.

## Classifica finale
| Classifica | Squadre                 |
| ---------- | ----------------------- |
|            | Cuba                    |
|            | Stati Uniti             |
|            | Canada                  |
| 4          | Rep. Dominicana         |
| 5          | Porto Rico              |
| 6          | Messico                 |
| 7          | Antille Olandesi        |
| 8          | Haiti                   |
| 9          | Isole Vergini Americane |